# Tigris (gwiazdozbiór)
Tigris – historyczny gwiazdozbiór rozciągający się w długim pasie od „szyi” Pegaza do „ramienia” Wężownika, poprzez charakterystyczny asteryzm trójkąta letniego. Przedstawiał rzekę Tygrys w Mezopotamii. Gwiazdozbiór został stworzony przez Planciusa w 1612 roku lub Bartscha w 1624 roku. W dziele Harmonia Macrocosmica Andreasa Cellariusa rzeka została podzielona na dwie odnogi, łączące się w granicach dzisiejszego gwiazdozbioru Liska, odpowiadające Tygrysowi i Eufratowi. Obie te rzeki według przekazu biblijnego miały wypływać z Ogrodu Edenu. W XVII wieku niektórzy kartografowie wciąż umieszczali ten gwiazdozbiór w swoich atlasach, lecz do XIX wieku zniknął on z map.